# Chilocryptus crassitarsis
Chilocryptus crassitarsis är en tvåvingeart som beskrevs av Malloch 1934. Chilocryptus crassitarsis ingår i släktet Chilocryptus och familjen lövflugor. Inga underarter finns listade i Catalogue of Life.